# Vithavssik
Vithavssik (Coregonus pidschian) är en av de större sikarterna och kan bli upp till 120–130 centimeter lång och väga upp till 16 kilogram. Den lever främst i norra ishavets avrinningsområden från Petjora till Tjuktjerhalvön, i Alaska och Kanada.  

Karaktäristiskt för arten är den höga ryggen som bildar en puckel. Ögonen är små, ryggen olivbrun till mörkprun, sidorna är silverfärgade och buken silvervit. Rygg-, stjärt- och bröstfenor är ljusgrå medan buk- och analfenorna är ljusare. Hos den nedåtriktade munnen sticker överkäken ut över underkäken. 
Den leker i oktober och november då vattentemperaturen är omkring noll grader. Den lever oftast i floder, men uppehåller sig även i sjöar, vid tillflödenas mynningar. De sikar som uppehåller sig i stora sjöar under sommaren stannar där under vinter. De som lever i mindre sjöar under sommaren lämnar dock dessa under hösten för att istället övervintra i flodbäckena. Älvsikens huvudföda (såväl för yngel som vuxna älvsikar) utgörs av zooplankton av släktena Cyclops och Leptodora. Under hösten äter den också fiskyngel av andra arter. Arten blir könsmogen vid sju års ålder och äggen (som blir upp till h4 i diameter) kläcks efter 4–5 månader. Älvsiken kan bli upp till 15 år gammal.